# Atletica leggera ai XVIII Giochi del Mediterraneo - Salto in alto maschile
Il concorso del salto in alto maschile ai XVIII Giochi del Mediterraneo si è svolto il 29 giugno 2018 presso l'Estadio de Atletismo de Campclar di Tarragona.

## Calendario
| Data      | Ora | Turno  |
| --------- | --- | ------ |
| 29 giugno |     | Finale |

## Risultati
| Class   | Atleta                | Nazione    | 2.00 | 2.05 | 2.10 | 2.15 | 2.20 | 2.23 | 2.26 | 2.28 | 2.32 | Risultati | Note |
| ------- | --------------------- | ---------- | ---- | ---- | ---- | ---- | ---- | ---- | ---- | ---- | ---- | --------- | ---- |
| Oro     | Majededdin Ghazal     | Siria      | –    | –    | –    | o    | o    | o    | o    | xo   | x    | 2.28      |      |
| Argento | Konstadinos Baniotis  | Grecia     | –    | –    | –    | –    | xo   | o    | –    | xxx  |      | 2.23      |      |
| Bronzo  | Marco Fassinotti      | Italia     | –    | –    | –    | o    | xo   | xxo  | xxx  |      |      | 2.23      |      |
| 4       | Vasilios Konstantinou | Cipro      | –    | –    | o    | xo   | o    | xxx  |      |      |      | 2.20      |      |
| 5       | Simón Siverio         | Spagna     | –    | o    | o    | xo   | xxo  | –    | xxx  |      |      | 2.20      |      |
| 6       | Eugenio Rossi         | San Marino | o    | o    | o    | xo   | xxx  |      |      |      |      | 2.15      |      |
| 7       | Mickaël Hanany        | Francia    | –    | –    | xxo  | xxx  |      |      |      |      |      | 2.10      |      |
| 8       | Matteo Mosconi        | San Marino | o    | o    | xxx  |      |      |      |      |      |      | 2.05      |      |
| N.D.    | Alperen Acet          | Turchia    |      |      |      |      |      |      |      |      |      | dns       |      |
| N.D.    | Paulo Conceição       | Portogallo |      |      |      |      |      |      |      |      |      | dns       |      |